# Det store Kup
Det store Kup er en dansk stumfilm fra 1914 med manuskript af Aage Larsen.

## Handling
Denne artikel mangler et handlingsreferat. Hjælp os med at skrive det.

## Medvirkende
- Anton de Verdier - Løjtnant Egan
- Gustav Helios - Oberst Hudson, løjtnantens onkel
- Agnes Nørlund - Mary, oberst Hudsons datter
- Henry Seemann - Holm, prokurist